# Homo habilis
Homo habilis (phiên âm tiếng Việt: Hômô habilit; dịch nghĩa: người khéo léo; Hán-Việt: xảo nhân) là một loài người cổ xưa đã tuyệt chủng từng sinh sống ở Đông và Nam Phi vào thế Canh Tân sớm từ khoảng 2,31 - 1,65 triệu năm trước (mya). Sau khi được mô tả khoa học vào năm 1964, tính chính đáng của H. habilis bị tranh cãi gay gắt do một số nhà khảo cổ cho rằng loài này đồng nghĩa với Australopithecus africanus, một hominin khác mới được biết đến vào thời điểm đó, song tới nay đã nhận được sự công nhận chính thức. Hồi những năm 1980, H. habilis được cho là tổ tiên trực hệ của loài người, đã tiến hóa thành Homo erectus và góp phần phát sinh người hiện đại; tuy vậy, quan điểm này giờ đang bị đặt trong vòng nghi vấn. Một số mẫu vật được quy cho H. habilis vẫn còn khá mơ hồ, và đồng thời cũng có đề xuất tách loài này ra thành nhiều loài riêng biệt, cụ thể là thành "H. rudolfensis" và "H. gautengensis". Dẫu vậy, mới chỉ duy nhất loài H. rudolfensis nhận được sự tán thành nhất trí của giới khảo cổ.
Giống các thành viên khác trong chi Homo đương thời, thể tích não H. habilis dao động trong khoảng 500–900 cm3 (31–55 in khối). Ta không biết rõ kích thước cơ thể của H. habilis; bởi lẽ hiện tại các nhà khảo cổ mới chỉ khai quật được 2 bộ cốt rất phân mảnh hữu dụng cho việc đoán định kích thước loài, và hơn nữa phần lớn sự đoán định hiện tại vẫn còn dựa trên giả thiết rằng giải phẫu của  loài này tương tự các australopithecine tiền thân. Cũng chính vì vậy, một số nhà khảo cổ đề xuất gộp H. habilis vào chi Australopithecus và đổi danh pháp thành Australopithecus habilis. Mẫu vật cái mang số hiệu OH 62 được ước tính cao tầm 100–120 cm (3 ft 3 in–3 ft 11 in) và nặng tầm 20–37 kg (44–82 lb) nếu lấy australopithecine làm chuẩn, song nếu lấy tỷ lệ cơ thể người làm chuẩn thì chiều cao ước tính sẽ vào khoảng 148 cm (4 ft 10 in) và cân nặng vào khoảng 35 kg (77 lb). Tuy nhiên, tương tự nhóm australopithecine, H. habilis dường như vẫn có thể sống trên cây. Các hominin sơ khai thường được phỏng dựng với bộ lông dày và lưỡng hình đực cái rõ rệt, song phải lưu ý rằng những phỏng đoán kiểu vậy chưa có căn cứ vững vàng.
H. habilis là chủ nhân kỹ nghệ đồ đá Oldowan. Họ chủ yếu sử dụng công cụ để mổ xẻ xác thịt tìm được quanh môi trường. So với australopithecine, chi Homo sơ khai tiêu thụ rất nhiều thịt. Các chi tiết liên quan đến hành vi xã hội của H. habilis còn mang nặng tính suy diễn do sự thiếu thốn bằng chứng. H. habilis tồn tại vào cùng khoảng thời gian với nhiều loài vượn nhân khác như H. rudolfensis, H. ergaster/H. erectus và Paranthropus boisei.

## Phân loại học

### Lịch sử nghiên cứu

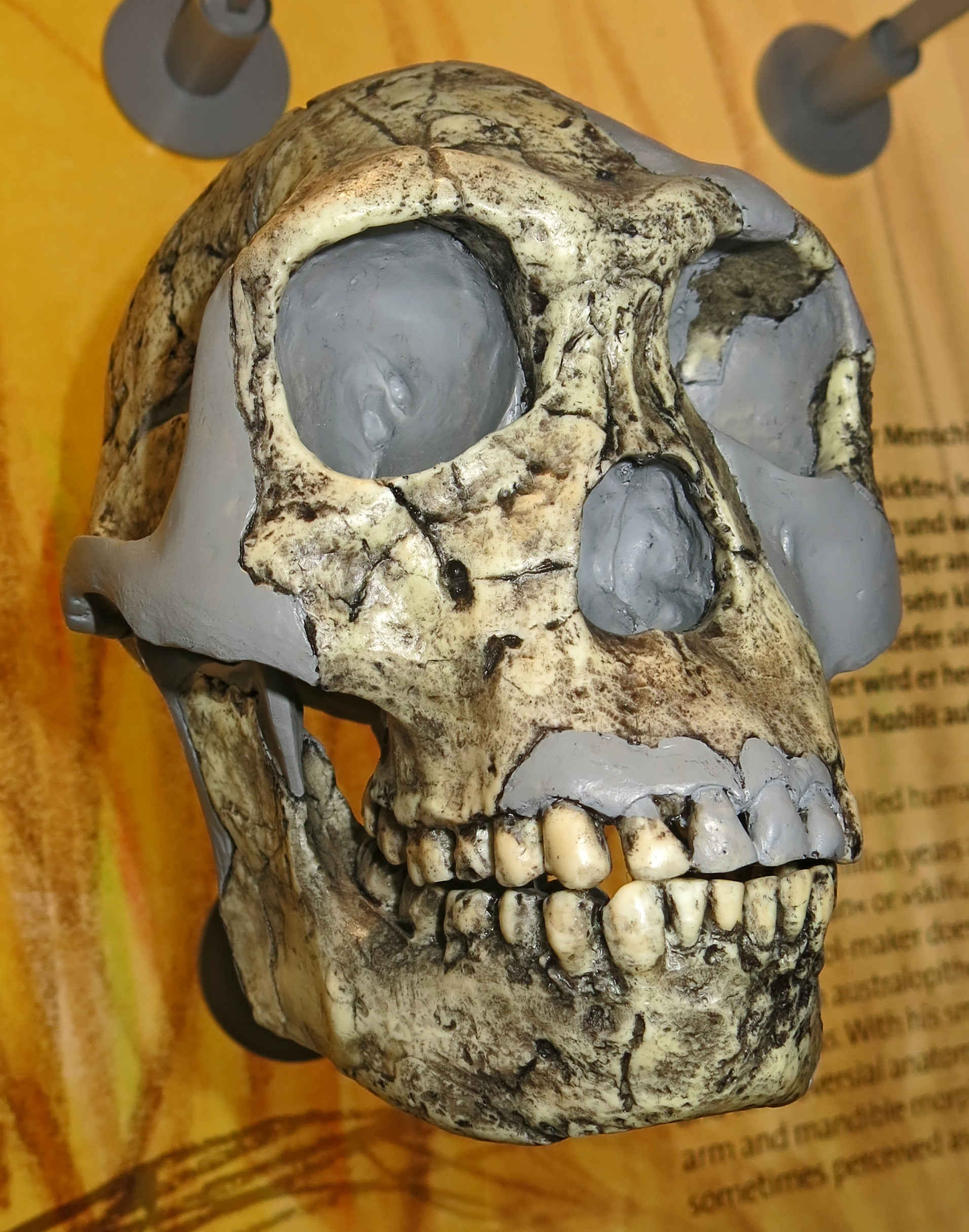
Hộp sọ phục dựng của mẫu KNM-ER 1813

Những di cốt được công nhận đầu tiên của H. habilis mang số hiệu OH 7, bao gồm một phần xương sọ, bàn tay và bàn chân độ tuổi vị thành niên có niên đại 1,75 triệu năm trước (mya). Các mẫu vật đó được Jonathan Leakey phát hiện trong Hẻm núi Olduvai, Tanzania vào năm 1960. Tuy nhiên, di cốt đầu tiên thu được đáng ra phải là chiếc răng hàm OH 4, được phát hiện bởi trợ lý cấp cao của vợ chồng nhà Leakey (cha mẹ của Jonathan Leakey) tên là Heselon Mukiri vào năm 1959, nhưng bấy giờ họ không nhận ra chiếc răng đó thuộc về H. habilis. Vào khoảng thời gian đó, gia đình Leakey đã dành tổng cộng 29 năm miệt mài tìm kiếm hài cốt của các hominin sơ khai tại hẻm núi Olduvai, nhưng thay vào đó họ chỉ phát hiện nhiều hài cốt động vật và khám phá ra kỹ nghệ đồ đá Oldowan. Vào năm 1959, họ cho rằng chủ nhân của kỹ nghệ Oldowan là loài vượn nhân Paranthropus boisei (hồi đó có danh pháp là "Zinjanthropus"), nhưng sau khi mẫu OH 7 được phát hiện thì nhận định đó đã được đính chính. Năm 1964, Louis Leakey cùng nhà cổ sinh người Nam Phi Phillip V. Tobias và nhà linh trưởng học người Anh John R. Napier chính thức xếp di cốt trên vào chi Homo với danh pháp H. habilis theo khuyến nghị của nhà nhân học người Úc Raymond Dart, cái tên mà trong tiếng Latinh nghĩa là "người khéo léo". Mối liên hệ của mẫu OH 7 với kỹ nghệ Oldowan (được coi là bằng chứng về khả năng nhận thức tiên tiến) được sử dụng để biện giải cho việc xếp nó vào chi Homo. Mẫu OH 7 sau được phê chuẩn là mẫu định danh của loài.
Sau khi được mô tả học thuật, giới khoa học đã tranh luận nảy lửa rằng liệu H. habilis có nên được tái phân loại với loài Australopithecus africanus hay không (loài hominin sơ khai duy nhất khác được biết vào thời điểm đó), một phần bởi vì những di cốt đó rất cổ và bấy giờ thì thuyết Homo tiến hóa ở châu Á đang rất thịnh hành. Hơn nữa nếu xét theo tiêu chí chi Homo của Wilfrid Le Gros Clark đề xuất vào năm 1955 thì hộp sọ của mẫu còn quá bé. Tính chính đáng H. habilis dần được chấp nhận rộng rãi sau nhiều cuộc khai quật khảo cổ khiến các bằng chứng mới lộ diện. Năm 1983, Tobias cho rằng A. africanus chính là tổ tiên trực hệ của Paranthropus và Homo (hai đơn vị phân loại chị em), và rằng A. africanus đã tiến hóa thành H. habilis, rồi tiến hóa tiếp thành H. erectus và cuối cùng tiến hóa thành người hiện đại (ở đây đề cập đến kiểu tiến hóa tách nhánh). Ông nhận định rằng sự phát triển từ A. africanus sang H. habilis là một bước nhảy vọt, và ngay sau đó quá trình tiến hóa loài người đã diễn ra dần dần do kích thước bộ não H. habilis tăng gần gấp đôi so với tổ tiên australopithecine.
Nhiều nhà cổ sinh chấp nhận mô hình tiến hóa của Tobias và gán các di tích hominin trong khoảng Thượng Tân muộn tới Canh Tân sớm cho H. habilis ngoại trừ chi Paranthropus và H. erectus. Cách phân loại này tuy vậy chỉ dựa trên đặc điểm sọ, khiến cho các nhà khảo cổ không có căn cứ phân loại khi tìm thấy các di cốt ngoài hộp sọ. Rốt cuộc thì quá nhiều mẫu vật khác biệt nhau bị gom vào cùng một đơn vị phân loại, vậy nên giới khảo cổ đã đề ra các thuật ngữ H. habilis sensu precisiono ("nghĩa hẹp") và H. habilis sensu lato ("nghĩa rộng") để phân định các hình thái nội loài đó. Vào năm 1985, nhà cổ sinh người Anh Bernard Wood cho rằng hộp sọ lớn KNM-ER 1470 phát hiện vào năm 1972 tại Hồ Turkana, Kenya, thực sự là một loài khác chứ không phải H. habilis như bấy giờ tưởng; hiện nay mẫu này được chỉ định danh pháp Homo rudolfensis. Cũng có ý kiến cho rằng hộp sọ này lớn như vậy bởi nó thuộc về giống đực, còn các mẫu H. habilis khác giống cái. Những Homo sơ khai phát hiện ở Nam Phi thường bị các nhà khoa học hú họa xếp vào H. habilis hoặc H. ergaster/H. erectus. Năm 2010, nhà khảo cổ người Úc Darren Curoe đề xuất tách các Homo sơ khai ở Nam Phi thành loài "Homo gautengensis".
Năm 1986, hài cốt phân mảnh số hiệu OH 62 cùng với các mảnh sọ H. habilis được phát hiện bởi nhà nhân học người Mỹ Tim D. White, đánh dấu lần đầu tiên các khía cạnh bộ xương H. habilis được xác lập, cho thấy chúng trông giống Australopithecus hơn là Homo. Cộng thêm các đặc điểm nha khoa tương đồng với Australopithecus, Wood và nhà nhân sinh học Mark Collard vào năm 1999 đề nghị chuyển loài này sang chi Australopithecus. Tuy nhiên, tái kiểm định mẫu OH 62 vào năm 2004 phản biện lại luận điểm trên. Việc phát hiện hộp sọ 1,8 triệu năm tuổi mang tên người Gruzia Dmanisi vào đầu những năm 2000 (thể hiện một số điểm tương đồng với chi Homo sơ khai) đã dẫn đến suy đoán cho rằng các Homo sơ kỳ ở châu Phi, bao gồm cả H. habilis và H. rudolfensis, là cùng một loài và nên được gán cho H. erectus.

### Phân loại
|  | Homo habilis     |
|  |                  |
|  | Homo rudolfensis |
|  |                  |

|  | \| \| Homo heidelbergensis \| \| \| \| \| \| Homo neanderthalensis \| \| \| \| |
|  |                                                                                |
|  | Homo sapiens                                                                   |
|  |                                                                                |
|  | Homo heidelbergensis                                                           |
|  |                                                                                |
|  | Homo neanderthalensis                                                          |
|  |                                                                                |

|  | Homo heidelbergensis  |
|  |                       |
|  | Homo neanderthalensis |
|  |                       |

|  | \| \| Homo heidelbergensis \| \| \| \| \| \| Homo neanderthalensis \| \| \| \| |
|  |                                                                                |
|  | Homo sapiens                                                                   |
|  |                                                                                |
|  | Homo heidelbergensis                                                           |
|  |                                                                                |
|  | Homo neanderthalensis                                                          |
|  |                                                                                |

|  | Homo heidelbergensis  |
|  |                       |
|  | Homo neanderthalensis |
|  |                       |

|  | \| \| Homo heidelbergensis \| \| \| \| \| \| Homo neanderthalensis \| \| \| \| |
|  |                                                                                |
|  | Homo sapiens                                                                   |
|  |                                                                                |
|  | Homo heidelbergensis                                                           |
|  |                                                                                |
|  | Homo neanderthalensis                                                          |
|  |                                                                                |

|  | Homo heidelbergensis  |
|  |                       |
|  | Homo neanderthalensis |
|  |                       |

|  | \| \| Homo heidelbergensis \| \| \| \| \| \| Homo neanderthalensis \| \| \| \| |
|  |                                                                                |
|  | Homo sapiens                                                                   |
|  |                                                                                |
|  | Homo heidelbergensis                                                           |
|  |                                                                                |
|  | Homo neanderthalensis                                                          |
|  |                                                                                |

|  | Homo heidelbergensis  |
|  |                       |
|  | Homo neanderthalensis |
|  |                       |

|  | \| \| Homo heidelbergensis \| \| \| \| \| \| Homo neanderthalensis \| \| \| \| |
|  |                                                                                |
|  | Homo sapiens                                                                   |
|  |                                                                                |
|  | Homo heidelbergensis                                                           |
|  |                                                                                |
|  | Homo neanderthalensis                                                          |
|  |                                                                                |

|  | Homo heidelbergensis  |
|  |                       |
|  | Homo neanderthalensis |
|  |                       |

|  | \| \| Homo heidelbergensis \| \| \| \| \| \| Homo neanderthalensis \| \| \| \| |
|  |                                                                                |
|  | Homo sapiens                                                                   |
|  |                                                                                |
|  | Homo heidelbergensis                                                           |
|  |                                                                                |
|  | Homo neanderthalensis                                                          |
|  |                                                                                |

|  | Homo heidelbergensis  |
|  |                       |
|  | Homo neanderthalensis |
|  |                       |

|  | \| \| Homo heidelbergensis \| \| \| \| \| \| Homo neanderthalensis \| \| \| \| |
|  |                                                                                |
|  | Homo sapiens                                                                   |
|  |                                                                                |
|  | Homo heidelbergensis                                                           |
|  |                                                                                |
|  | Homo neanderthalensis                                                          |
|  |                                                                                |

|  | Homo heidelbergensis  |
|  |                       |
|  | Homo neanderthalensis |
|  |                       |

|  | \| \| Homo heidelbergensis \| \| \| \| \| \| Homo neanderthalensis \| \| \| \| |
|  |                                                                                |
|  | Homo sapiens                                                                   |
|  |                                                                                |
|  | Homo heidelbergensis                                                           |
|  |                                                                                |
|  | Homo neanderthalensis                                                          |
|  |                                                                                |

|  | Homo heidelbergensis  |
|  |                       |
|  | Homo neanderthalensis |
|  |                       |

|  | Homo habilis     |
|  |                  |
|  | Homo rudolfensis |
|  |                  |

|  | \| \| Homo heidelbergensis \| \| \| \| \| \| Homo neanderthalensis \| \| \| \| |
|  |                                                                                |
|  | Homo sapiens                                                                   |
|  |                                                                                |
|  | Homo heidelbergensis                                                           |
|  |                                                                                |
|  | Homo neanderthalensis                                                          |
|  |                                                                                |

|  | Homo heidelbergensis  |
|  |                       |
|  | Homo neanderthalensis |
|  |                       |

|  | \| \| Homo heidelbergensis \| \| \| \| \| \| Homo neanderthalensis \| \| \| \| |
|  |                                                                                |
|  | Homo sapiens                                                                   |
|  |                                                                                |
|  | Homo heidelbergensis                                                           |
|  |                                                                                |
|  | Homo neanderthalensis                                                          |
|  |                                                                                |

|  | Homo heidelbergensis  |
|  |                       |
|  | Homo neanderthalensis |
|  |                       |

|  | \| \| Homo heidelbergensis \| \| \| \| \| \| Homo neanderthalensis \| \| \| \| |
|  |                                                                                |
|  | Homo sapiens                                                                   |
|  |                                                                                |
|  | Homo heidelbergensis                                                           |
|  |                                                                                |
|  | Homo neanderthalensis                                                          |
|  |                                                                                |

|  | Homo heidelbergensis  |
|  |                       |
|  | Homo neanderthalensis |
|  |                       |

|  | \| \| Homo heidelbergensis \| \| \| \| \| \| Homo neanderthalensis \| \| \| \| |
|  |                                                                                |
|  | Homo sapiens                                                                   |
|  |                                                                                |
|  | Homo heidelbergensis                                                           |
|  |                                                                                |
|  | Homo neanderthalensis                                                          |
|  |                                                                                |

|  | Homo heidelbergensis  |
|  |                       |
|  | Homo neanderthalensis |
|  |                       |

|  | \| \| Homo heidelbergensis \| \| \| \| \| \| Homo neanderthalensis \| \| \| \| |
|  |                                                                                |
|  | Homo sapiens                                                                   |
|  |                                                                                |
|  | Homo heidelbergensis                                                           |
|  |                                                                                |
|  | Homo neanderthalensis                                                          |
|  |                                                                                |

|  | Homo heidelbergensis  |
|  |                       |
|  | Homo neanderthalensis |
|  |                       |

|  | \| \| Homo heidelbergensis \| \| \| \| \| \| Homo neanderthalensis \| \| \| \| |
|  |                                                                                |
|  | Homo sapiens                                                                   |
|  |                                                                                |
|  | Homo heidelbergensis                                                           |
|  |                                                                                |
|  | Homo neanderthalensis                                                          |
|  |                                                                                |

|  | Homo heidelbergensis  |
|  |                       |
|  | Homo neanderthalensis |
|  |                       |

|  | \| \| Homo heidelbergensis \| \| \| \| \| \| Homo neanderthalensis \| \| \| \| |
|  |                                                                                |
|  | Homo sapiens                                                                   |
|  |                                                                                |
|  | Homo heidelbergensis                                                           |
|  |                                                                                |
|  | Homo neanderthalensis                                                          |
|  |                                                                                |

|  | Homo heidelbergensis  |
|  |                       |
|  | Homo neanderthalensis |
|  |                       |

|  | \| \| Homo heidelbergensis \| \| \| \| \| \| Homo neanderthalensis \| \| \| \| |
|  |                                                                                |
|  | Homo sapiens                                                                   |
|  |                                                                                |
|  | Homo heidelbergensis                                                           |
|  |                                                                                |
|  | Homo neanderthalensis                                                          |
|  |                                                                                |

|  | Homo heidelbergensis  |
|  |                       |
|  | Homo neanderthalensis |
|  |                       |

|  | Homo habilis     |
|  |                  |
|  | Homo rudolfensis |
|  |                  |

|  | \| \| Homo heidelbergensis \| \| \| \| \| \| Homo neanderthalensis \| \| \| \| |
|  |                                                                                |
|  | Homo sapiens                                                                   |
|  |                                                                                |
|  | Homo heidelbergensis                                                           |
|  |                                                                                |
|  | Homo neanderthalensis                                                          |
|  |                                                                                |

|  | Homo heidelbergensis  |
|  |                       |
|  | Homo neanderthalensis |
|  |                       |

|  | \| \| Homo heidelbergensis \| \| \| \| \| \| Homo neanderthalensis \| \| \| \| |
|  |                                                                                |
|  | Homo sapiens                                                                   |
|  |                                                                                |
|  | Homo heidelbergensis                                                           |
|  |                                                                                |
|  | Homo neanderthalensis                                                          |
|  |                                                                                |

|  | Homo heidelbergensis  |
|  |                       |
|  | Homo neanderthalensis |
|  |                       |

|  | \| \| Homo heidelbergensis \| \| \| \| \| \| Homo neanderthalensis \| \| \| \| |
|  |                                                                                |
|  | Homo sapiens                                                                   |
|  |                                                                                |
|  | Homo heidelbergensis                                                           |
|  |                                                                                |
|  | Homo neanderthalensis                                                          |
|  |                                                                                |

|  | Homo heidelbergensis  |
|  |                       |
|  | Homo neanderthalensis |
|  |                       |

|  | \| \| Homo heidelbergensis \| \| \| \| \| \| Homo neanderthalensis \| \| \| \| |
|  |                                                                                |
|  | Homo sapiens                                                                   |
|  |                                                                                |
|  | Homo heidelbergensis                                                           |
|  |                                                                                |
|  | Homo neanderthalensis                                                          |
|  |                                                                                |

|  | Homo heidelbergensis  |
|  |                       |
|  | Homo neanderthalensis |
|  |                       |

|  | \| \| Homo heidelbergensis \| \| \| \| \| \| Homo neanderthalensis \| \| \| \| |
|  |                                                                                |
|  | Homo sapiens                                                                   |
|  |                                                                                |
|  | Homo heidelbergensis                                                           |
|  |                                                                                |
|  | Homo neanderthalensis                                                          |
|  |                                                                                |

|  | Homo heidelbergensis  |
|  |                       |
|  | Homo neanderthalensis |
|  |                       |

|  | \| \| Homo heidelbergensis \| \| \| \| \| \| Homo neanderthalensis \| \| \| \| |
|  |                                                                                |
|  | Homo sapiens                                                                   |
|  |                                                                                |
|  | Homo heidelbergensis                                                           |
|  |                                                                                |
|  | Homo neanderthalensis                                                          |
|  |                                                                                |

|  | Homo heidelbergensis  |
|  |                       |
|  | Homo neanderthalensis |
|  |                       |

|  | \| \| Homo heidelbergensis \| \| \| \| \| \| Homo neanderthalensis \| \| \| \| |
|  |                                                                                |
|  | Homo sapiens                                                                   |
|  |                                                                                |
|  | Homo heidelbergensis                                                           |
|  |                                                                                |
|  | Homo neanderthalensis                                                          |
|  |                                                                                |

|  | Homo heidelbergensis  |
|  |                       |
|  | Homo neanderthalensis |
|  |                       |

|  | \| \| Homo heidelbergensis \| \| \| \| \| \| Homo neanderthalensis \| \| \| \| |
|  |                                                                                |
|  | Homo sapiens                                                                   |
|  |                                                                                |
|  | Homo heidelbergensis                                                           |
|  |                                                                                |
|  | Homo neanderthalensis                                                          |
|  |                                                                                |

|  | Homo heidelbergensis  |
|  |                       |
|  | Homo neanderthalensis |
|  |                       |

|  | Homo habilis     |
|  |                  |
|  | Homo rudolfensis |
|  |                  |

|  | \| \| Homo heidelbergensis \| \| \| \| \| \| Homo neanderthalensis \| \| \| \| |
|  |                                                                                |
|  | Homo sapiens                                                                   |
|  |                                                                                |
|  | Homo heidelbergensis                                                           |
|  |                                                                                |
|  | Homo neanderthalensis                                                          |
|  |                                                                                |

|  | Homo heidelbergensis  |
|  |                       |
|  | Homo neanderthalensis |
|  |                       |

|  | \| \| Homo heidelbergensis \| \| \| \| \| \| Homo neanderthalensis \| \| \| \| |
|  |                                                                                |
|  | Homo sapiens                                                                   |
|  |                                                                                |
|  | Homo heidelbergensis                                                           |
|  |                                                                                |
|  | Homo neanderthalensis                                                          |
|  |                                                                                |

|  | Homo heidelbergensis  |
|  |                       |
|  | Homo neanderthalensis |
|  |                       |

|  | \| \| Homo heidelbergensis \| \| \| \| \| \| Homo neanderthalensis \| \| \| \| |
|  |                                                                                |
|  | Homo sapiens                                                                   |
|  |                                                                                |
|  | Homo heidelbergensis                                                           |
|  |                                                                                |
|  | Homo neanderthalensis                                                          |
|  |                                                                                |

|  | Homo heidelbergensis  |
|  |                       |
|  | Homo neanderthalensis |
|  |                       |

|  | \| \| Homo heidelbergensis \| \| \| \| \| \| Homo neanderthalensis \| \| \| \| |
|  |                                                                                |
|  | Homo sapiens                                                                   |
|  |                                                                                |
|  | Homo heidelbergensis                                                           |
|  |                                                                                |
|  | Homo neanderthalensis                                                          |
|  |                                                                                |

|  | Homo heidelbergensis  |
|  |                       |
|  | Homo neanderthalensis |
|  |                       |

|  | \| \| Homo heidelbergensis \| \| \| \| \| \| Homo neanderthalensis \| \| \| \| |
|  |                                                                                |
|  | Homo sapiens                                                                   |
|  |                                                                                |
|  | Homo heidelbergensis                                                           |
|  |                                                                                |
|  | Homo neanderthalensis                                                          |
|  |                                                                                |

|  | Homo heidelbergensis  |
|  |                       |
|  | Homo neanderthalensis |
|  |                       |

|  | \| \| Homo heidelbergensis \| \| \| \| \| \| Homo neanderthalensis \| \| \| \| |
|  |                                                                                |
|  | Homo sapiens                                                                   |
|  |                                                                                |
|  | Homo heidelbergensis                                                           |
|  |                                                                                |
|  | Homo neanderthalensis                                                          |
|  |                                                                                |

|  | Homo heidelbergensis  |
|  |                       |
|  | Homo neanderthalensis |
|  |                       |

|  | \| \| Homo heidelbergensis \| \| \| \| \| \| Homo neanderthalensis \| \| \| \| |
|  |                                                                                |
|  | Homo sapiens                                                                   |
|  |                                                                                |
|  | Homo heidelbergensis                                                           |
|  |                                                                                |
|  | Homo neanderthalensis                                                          |
|  |                                                                                |

|  | Homo heidelbergensis  |
|  |                       |
|  | Homo neanderthalensis |
|  |                       |

|  | \| \| Homo heidelbergensis \| \| \| \| \| \| Homo neanderthalensis \| \| \| \| |
|  |                                                                                |
|  | Homo sapiens                                                                   |
|  |                                                                                |
|  | Homo heidelbergensis                                                           |
|  |                                                                                |
|  | Homo neanderthalensis                                                          |
|  |                                                                                |

|  | Homo heidelbergensis  |
|  |                       |
|  | Homo neanderthalensis |
|  |                       |

Vẫn chưa có sự đồng thuận rộng rãi về việc liệu H. habilis có phải là tổ tiên của H. ergaster/H. erectus hay chúng đơn thuần chỉ là một nhánh tách của dòng người, và liệu rằng tất cả các mẫu vật được gán mác H. habilis đã chính xác hay chưa.  Song các nhà khoa học đều đống ý H. habilis và H. rudolfensis nằm gần gốc cây tiến hóa Homo.
Mặc dù hiện nay phần lớn cho rằng chi Homo tiến hóa từ chi Australopithecus, thời gian và vị trí của sự phân tách này vẫn gây nhiều tranh cãi. Việc phát hiện ra LD 350-1, mẫu vật Homo cổ nhất với niên đại 2,8 mya ở Vùng Afar của Ethiopia có lẽ chỉ ra rằng chi này đã tiến hóa từ A. afarensis vào khoảng thời gian đó. Mẫu LD 350-1 có lẽ là H. habilis song không chắc chắn. Mẫu H. habilis cổ nhất được công nhận là mẫu A.L. 666-1 với niên đại 2,3 mya, nhưng nó sở hữu nhiều đặc điểm giải phẫu tân tiến hơn khi so với mẫu OH 7 gần đây, ngụ ý rằng hình thái nguyên bản (basal) và phái sinh (derived) tồn tại đồng thời và dòng dõi H. habilis xuất hiện trước thời điểm 2,3 mya. Dựa trên các công cụ đá 2,1 triệu năm tuổi từ Thượng Trần tại Trung Quốc, H. habilis hoặc một loài tổ tiên dường như đã thiên di khắp châu Á. Mẫu H. habilis trẻ nhất là OH 13, có niên đại tầm 1,65 mya.
|  |

## Trích dẫn
1. ↑  Antón, S. C. (2012). "Early Homo: Who, When, and Where". Current Anthropology. Quyển 53 số 6. tr. 279. doi:10.1086/667695. S2CID 84830570.
2. 1 2 3 4  Tobias, P. V. (2006). "Homo habilis—A Premature Discovery: Remembered by One of Its Founding Fathers, 42 Years Later". The First Humans – Origin and Early Evolution of the Genus Homo. Vertebrate Paleobiology and Paleoanthropology. Springer, Dordrecht. tr. 7–15. doi:10.1007/978-1-4020-9980-9_2. ISBN 978-1-4020-9980-9.
3. 1 2  Leakey, L.; Tobias, P. V.; Napier, J. R. (1964). "A New Species of the Genus Homo from Olduvai Gorge" (PDF). Nature. Quyển 202 số 4927. tr. 7–9. Bibcode:1964Natur.202....7L. doi:10.1038/202007a0. PMID 14166722. S2CID 12836722.
4. ↑  de la Torre, I. (2011). "The origins of stone tool technology in Africa: a historical perspective". Philosophical Transactions of the Royal Society B. Quyển 366 số 1567. tr. 1028–1037. doi:10.1098/rstb.2010.0350. PMC 3049100. PMID 21357225.
5. ↑  Wood, B.; Richmond, B. G. (2000). "Human evolution: taxonomy and paleobiology". Journal of Anatomy. Quyển 197. tr. 39–41. doi:10.1046/j.1469-7580.2000.19710019.x. PMC 1468107. PMID 10999270.
6. 1 2  Tobias, P. V. (1983). "Hominid evolution in Africa" (PDF). Canadian Journal of Anthropology. Quyển 3 số 2. tr. 163–183.
7. 1 2  Johanson, D. C.; Masao, F.; Eck, G. G.; White, T. D.; và đồng nghiệp (1987). "New partial skeleton of Homo habilis from Olduvai Gorge, Tanzania". Nature. Quyển 327 số 6119. tr. 205–209. Bibcode:1987Natur.327..205J. doi:10.1038/327205a0. PMID 3106831. S2CID 4321698.
8. ↑  Wood, B. (1985). "Early Homo in Kenya, systematic relationships". Trong Delson, E. (biên tập). Ancestors: The hard evidence. Alan R. Liss. ISBN 978-0-8451-0249-7.
9. ↑  Wood, B. (1999). "Homo rudolfensis Alexeev, 1986: Fact or phantom?". Journal of Human Evolution. Quyển 36 số 1. tr. 115–118. doi:10.1006/jhev.1998.0246. PMID 9924136.
10. ↑  Curnoe, D. (2010). "A review of early Homo in southern Africa focusing on cranial, mandibular and dental remains, with the description of a new species (Homo gautengensis sp. nov.)". HOMO: Journal of Comparative Human Biology. Quyển 61 số 3. tr. 151–177. doi:10.1016/j.jchb.2010.04.002. PMID 20466364.
11. ↑  Wood, B.; Collard, M. (1999). "The Human Genus" (PDF). Science. Quyển 284 số 5411. tr. 65–71. Bibcode:1999Sci...284...65.. doi:10.1126/science.284.5411.65. PMID 10102822. S2CID 7018418. Bản gốc (PDF) lưu trữ ngày 23 tháng 11 năm 2020.
12. ↑  Miller J. M. A. (2000). "Craniofacial variation in Homo habilis: an analysis of the evidence for multiple species". American Journal of Physical Anthropology. Quyển 112 số 1. tr. 103–128. doi:10.1002/(SICI)1096-8644(200005)112:1<103::AID-AJPA10>3.0.CO;2-6. PMID 10766947.
13. ↑  Tobias, P. V. (1991). "The species Homo habilis: example of a premature discovery". Annales Zoologici Fennici. Quyển 28 số 3–4. tr. 371–380. JSTOR 23735461.
14. ↑  Collard, Mark; Wood, Bernard (2015). "Defining the Genus Homo". Handbook of Paleoanthropology. tr. 2107–2144. doi:10.1007/978-3-642-39979-4_51. ISBN 978-3-642-39978-7.
15. ↑  Margvelashvili, A.; Zollikofer, C. P. E.; Lordkipanidze, D.; Peltomäki, T.; Ponce de León, M. S. (2013). "Tooth wear and dentoalveolar remodeling are key factors of morphological variation in the Dmanisi mandibles". Proceedings of the National Academy of Sciences (bằng tiếng Anh). Quyển 110 số 43. tr. 17278–83. Bibcode:2013PNAS..11017278M. doi:10.1073/pnas.1316052110. ISSN 0027-8424. PMC 3808665. PMID 24101504.
16. ↑  Lordkipanidze, D.; Ponce de León, M. S.; Margvelashvili, A.; Rak, Y.; Rightmire, G. P.; Vekua, A.; Zollikofer, C. P. E. (2013). "A Complete Skull from Dmanisi, Georgia, and the Evolutionary Biology of Early Homo". Science (bằng tiếng Anh). Quyển 342 số 6156. tr. 326–331. Bibcode:2013Sci...342..326L. doi:10.1126/science.1238484. ISSN 0036-8075. PMID 24136960. S2CID 20435482.
17. ↑  Strait, D.; Grine, F.; Fleagle, J. G. (2015). "Analyzing Hominin Phylogeny: Cladistic Approach" (PDF). Trong Henke, W.; Tattersall, I. (biên tập). Handbook of Paleoanthropology (ấn bản thứ 2). Springer. tr. 2006. doi:10.1007/978-3-642-39979-4_58. ISBN 978-3-642-39979-4. Bản gốc (PDF) lưu trữ ngày 12 tháng 6 năm 2020. Truy cập ngày 8 tháng 6 năm 2022.
18. ↑  Tattersall, I. (2019). "Classification and phylogeny in human evolution". Ludus Vitalis. Quyển 9 số 15. tr. 139–140. Bản gốc lưu trữ ngày 15 tháng 4 năm 2021. Truy cập ngày 8 tháng 6 năm 2022.
19. ↑  Tattersall, I.; Schwartz, J. H. (2001). Extinct Humans. Basic Books. tr. 111. ISBN 978-0-8133-3918-4.
20. ↑  Strait, D.; Grine, F. E.; Fleagle, J. G. (2014). "Analyzing Hominin Phylogeny: Cladistic Approach". Handbook of Paleoanthropology (ấn bản thứ 2). Springer. tr. 2005–2006. ISBN 978-3-642-39979-4.
21. ↑  Villmoare, B.; Kimbel, W. H.; Seyoum, C.; và đồng nghiệp (2015). "Early Homo at 2.8 Ma from Ledi-Geraru, Afar, Ethiopia". Science. Quyển 347 số 6228. tr. 1352–1355. Bibcode:2015Sci...347.1352V. doi:10.1126/science.aaa1343. PMID 25739410.
22. 1 2
23. ↑  Zhu, Z.; Dennell, R.; Huang, W.; Wu, Y.; Qiu, S.; Yang, S.; Rao, Z.; Hou, Y.; Xie, J.; Han, J.; Ouyang, T. (2018). "Hominin occupation of the Chinese Loess Plateau since about 2.1 million years ago". Nature. Quyển 559 số 7715. tr. 608–612. Bibcode:2018Natur.559..608Z. doi:10.1038/s41586-018-0299-4. PMID 29995848. S2CID 49670311.